# Primetime Emmy Award de la meilleure actrice invitée dans une série télévisée dramatique
Pour les articles homonymes, voir Emmy du meilleur acteur invité.
Le Primetime Emmy Award de la meilleure actrice invitée dans une série dramatique (Primetime Emmy Award for Outstanding Guest Actress in a Drama Series)  est une récompense de télévision remise depuis 1986 au cours de la cérémonie annuelle des Creative Primetime Emmy Awards.
De 1986 à 1988, la catégorie récompensait indifféremment des hommes et les femmes, sous le nom de « meilleur invité dans une série dramatique » (Outstanding Guest Performer in a Drama Series). À partir de 1989, deux catégories sont créées : « meilleur acteur invité dans une série dramatique » (Outstanding Guest Actor in a Drama Series) et « meilleure actrice invitée dans une série dramatique » (Outstanding Guest Actress in a Drama Series).

## Palmarès
Note : L'année indiquée est celle de la cérémonie. Les lauréates sont indiquées en tête de chaque catégorie et en caractères gras.

### Années 1980
- 1986 : John Lithgow pour son rôle de John Walters dans Histoires fantastiques (Amazing Stories)[1]
- 1987 : Alfre Woodard pour son rôle d'Adrain Moore dans La Loi de Los Angeles (L.A. Law)
- 1988 : Shirley Knight pour son rôle de Ruth Murdoch dans Génération Pub (Thirtysomething)
- 1989 : Kay Lenz pour le rôle de Tina Cassidy dans Jack Killian, l'homme au micro (Midnight Caller)

### Années 1990
- 1990 : Viveca Lindfors pour le rôle de Mrs. Doubcha dans Corky, un adolescent pas comme les autres (Life Goes On)
- 1991 : Peggy McCay pour le rôle d'Irene Hayes dans The Trials of Rosie O'Neill
- 1992 : aucune récompense
- 1993 : Elaine Stritch pour le rôle de Lanie Stieglitz dans New York, police judiciaire (Law & Order)
- 1994 : Faye Dunaway pour le rôle de Lauren Staton dans Columbo
- 1995 : Shirley Knight pour le rôle d'Agnes Cantwell dans New York Police Blues (NYPD Blue)
- 1996 : Amanda Plummer pour son rôle du Dr Theresa Givens dans Au-delà du réel (The Outer Limits)
- 1997 : Dianne Wiest pour le rôle de Lillian Hepworth dans Les Contes d'Avonlea (Road to Avonlea)
- 1998 : Cloris Leachman pour le rôle de la tante Ethel Mooster dans Promised Land
- 1999 : Debra Monk pour le rôle de Katie Sipowicz dans New York Police Blues (NYPD Blue)

### Années 2000
- 2000 : Beah Richards pour le rôle de Gertrude Turner dans The Practice : Bobby Donnell et Associés (The Practice)
  - Jane Alexander pour le rôle de Regina Mulroney dans New York, police judiciaire (Law & Order) et New York, unité spéciale (Law & Order: Special Victims Unit)
  - Kathy Baker pour le rôle d'Ellen dans Les Anges du bonheur (Touched by an Angel)
  - Marlee Matlin pour le rôle de Sally Berg dans The Practice : Bobby Donnell et Associés (The Practice)
  - Tracy Pollan pour le rôle de Harper Anderson dans New York, unité spéciale (Law & Order: Special Victims Unit)

- 2001 : Sally Field pour le rôle de Maggie Lockhart dans Urgences (ER)
  - Kathy Baker pour le rôle de Meredith Peters dans Boston Public
  - Dana Delany pour le rôle de Mary Sullivan dans Associées pour la loi (Family Law)
  - Annabella Sciorra pour le rôle de Gloria Trillo dans Les Soprano (The Sopranos)
  - Jean Smart pour le rôle de Sherry Regan dans Washington Police (The District)

- 2002 : Patricia Clarkson pour le rôle de Sarah O'Connor dans Six Feet Under (Six Feet Under)
  - Illeana Douglas pour le rôle d'Angela dans Six Feet Under (Six Feet Under)
  - Mary McDonnell pour le rôle d'Eleanor Carter dans Urgences (ER)
  - Martha Plimpton pour le rôle de Claire Rinato dans New York, unité spéciale (Law & Order: Special Victims Unit)
  - Lili Taylor pour le rôle de Lisa Kimmel Fisher dans Six Feet Under (Six Feet Under)

- 2003 : Alfre Woodard pour le rôle de Denise Freeman dans The Practice : Bobby Donnell et Associés (The Practice)
  - Barbara Barrie pour le rôle de Paula Haggerty dans New York, unité spéciale (Law & Order: Special Victims Unit)
  - Kathy Bates pour le rôle de Bettina dans Six Feet Under (Six Feet Under)
  - Farrah Fawcett pour le rôle de Mary Gressler dans Le Protecteur (The Guardian)
  - Tovah Feldshuh pour le rôle de Danielle Melnick dans New York, police judiciaire (Law & Order)
  - Sally Field pour le rôle de Maggie Lockhart dans Urgences (ER)

- 2004 : Sharon Stone pour le rôle de Sheila Carlisle dans The Practice : Bobby Donnell et Associés (The Practice)
  - Louise Fletcher pour le rôle de Will Cleveland dans Le Monde de Joan (Joan of Arcadia)
  - Marlee Matlin pour le rôle du Dr Amy Solwey dans New York, unité spéciale (Law & Order: Special Victims Unit)
  - Betty White pour le rôle de Catherine Piper dans The Practice : Bobby Donnell et Associés (The Practice)
  - Mare Winningham pour le rôle de Sandra Blaine dans New York, unité spéciale (Law & Order: Special Victims Unit)

- 2005 : Amanda Plummer pour le rôle de Miranda Cole dans New York, unité spéciale (Law & Order: Special Victims Unit)
  - Jill Clayburgh pour le rôle de Bobbi Broderick dans Nip/Tuck
  - Swoosie Kurtz pour le rôle de Madeleine Sullivan dans Huff
  - Angela Lansbury pour le rôle d'Eleanor Duvall dans New York, unité spéciale (Law & Order: Special Victims Unit) et New York, cour de justice (Law & Order: Trial by Jury)
  - Cloris Leachman pour le rôle de la tante Olive dans Le Monde de Joan (Joan of Arcadia)

- 2006 : Patricia Clarkson pour le rôle de Sarah O'Connor dans Six Feet Under (Six Feet Under)
  - Kate Burton pour le rôle d'Ellis Grey dans Grey's Anatomy
  - Joanna Cassidy pour le rôle de Margaret Chenowith dans Six Feet Under (Six Feet Under)
  - Swoosie Kurtz pour le rôle de Madeleine Sullivan dans Huff
  - Christina Ricci pour le rôle de Hannah Davies dans Grey's Anatomy

- 2007 : Leslie Caron pour le rôle de Lorraine Delmas dans New York, unité spéciale (Law & Order: Special Victims Unit)
  - Kate Burton pour le rôle d'Ellis Grey dans Grey's Anatomy
  - Marcia Gay Harden pour le rôle de l'Agent Spécial Dana Lewis dans New York, unité spéciale (Law & Order: Special Victims Unit)
  - Elizabeth Reaser pour le rôle de Rebecca Pope dans Grey's Anatomy
  - Jean Smart pour le rôle de Martha Logan dans 24 heures chrono (24)

- 2008 : Cynthia Nixon pour le rôle de Janice dans New York, unité spéciale (Law & Order: Special Victims Unit)
  - Ellen Burstyn pour le rôle de Nancy Davis Dutton dans Big Love
  - Diahann Carroll pour le rôle de Jane Burke dans Grey's Anatomy
  - Sharon Gless pour le rôle de Colleen Rose dans Nip/Tuck
  - Anjelica Huston pour le rôle de Cynthia Keener dans Médium (Medium)

- 2009 : Ellen Burstyn pour le rôle de Bernardette Stabler dans New York, unité spéciale (Law & Order: Special Victims Unit)
  - Brenda Blethyn de pour le rôle de Linnie Malcolm/Caroline Cantwell dans New York, unité spéciale (Law & Order: Special Victims Unit)
  - Carol Burnett pour le rôle de Bridget "Birdie" Sulloway dans New York, unité spéciale (Law & Order: Special Victims Unit)
  - Sharon Lawrence pour le rôle de Robbie Stevens dans Grey's Anatomy
  - CCH Pounder pour le rôle de Mrs. Curtin dans L'Agence N°1 des dames détectives (The No. 1 Ladies' Detective Agency)

### Années 2010
- 2010 : Ann-Margret pour le rôle de Rita Wills dans New York, unité spéciale (Law & Order: Special Victims Unit)
  - Elizabeth Mitchell de pour le rôle de Juliet Burke dans Lost : Les Disparus
  - Shirley Jones pour le rôle de Lola Zellman dans The Cleaner
  - Mary Kay Place pour le rôle de Adaleen Grant dans Big Love
  - Sissy Spacek pour le rôle de Marilyn Densham dans Big Love
  - Lily Tomlin pour le rôle de Marilyn Tobin dans Damages

- 2011 : Loretta Devine pour le rôle de Adele Webber dans l'épisode This is How We Do It de Grey's Anatomy
  - Cara Buono pour le rôle de Faye Miller dans l'épisode Chinese Wall de Mad Men
  - Joan Cusack pour le rôle de Sheila Jackson dans l'épisode Frank Gallagher: Loving Husband, Devoted Father de Shameless
  - Randee Heller pour le rôle de Ida Blanketship dans l'épisode The Beautiful Girls de Mad Men
  - Mary McDonnell pour le rôle du Capitaine Sharon Raydor dans l'épisode Help Wanted de The Closer : L.A. enquêtes prioritaires (The Closer)
  - Julia Stiles pour le rôle de Lumen Pierce dans l'épisode In the Beginning de Dexter
  - Alfre Woodard pour le rôle de Ruby Jean Reynolds dans l'épisode Night on the Sun de True Blood

- 2012 : Martha Plimpton pour le rôle de Patti Nyholm dans The Good Wife
  - Joan Cusack pour le rôle de Sheila Jackson dans Shameless
  - Loretta Devine pour le rôle d'Adele Webber dans Grey's Anatomy
  - Julia Ormond pour le rôle de Marie Calvet dans Mad Men
  - Jean Smart pour le rôle de D. A. Roseanna Remmick dans La Loi selon Harry (Harry's Law)
  - Uma Thurman pour le rôle de Rebecca Duvall dans Smash

- 2013 : Carrie Preston pour le rôle d'Elsbeth Tascioni dans The Good Wife
  - Linda Cardellini pour le rôle de Sylvia Rosen dans Mad Men
  - Joan Cusack pour le rôle de Sheila Jackson dans Shameless
  - Jane Fonda pour le rôle de Leona Lansing dans The Newsroom
  - Margo Martindale pour le rôle de Claudia dans The Americans
  - Diana Rigg pour le rôle d'Olenna Tyrell dans Game of Thrones

- 2014 : Allison Janney pour le rôle de Margaret Scully dans Masters of Sex
  - Kate Burton pour le rôle de Sally Langston dans Scandal
  - Jane Fonda pour le rôle de Leona Lansing dans The Newsroom
  - Kate Mara pour le rôle de Zoe Barnes dans House of Cards
  - Margo Martindale pour le rôle de Claudia dans The Americans
  - Diana Rigg pour le rôle de Lady Olenna Tyrell dans Game of Thrones

- 2015 : Margo Martindale pour le rôle de Claudia dans The Americans
  - Khandi Alexander pour le rôle de Maya Lewis dans Scandal
  - Rachel Brosnahan pour le rôle de Rachel Prosner dans House of Cards
  - Allison Janney pour le rôle de Margaret Scully dans Masters of Sex
  - Diana Rigg pour le rôle de Lady Olenna Tyrell dans Game of Thrones
  - Cicely Tyson pour le rôle d'Ophelia Hartness dans Murder

- 2016 : Margo Martindale pour le rôle de Claudia dans The Americans
  - Ellen Burstyn pour le rôle d'Elizabeth Hale dans House of Cards
  - Allison Janney pour le rôle de Margaret Scully dans Masters of Sex
  - Laurie Metcalf pour le rôle de Sarah Marsh dans Horace and Pete
  - Molly Parker pour le rôle de Jackie Sharp dans House of Cards
  - Carrie Preston pour le rôle d'Elsbeth Tascioni dans The Good Wife

- 2017 : Alexis Bledel pour les rôles d'Emily et d'Ofglen dans The Handmaid's Tale : La Servante écarlate
  - Laverne Cox pour le rôle de Sophia Burset dans Orange Is the New Black
  - Ann Dowd pour le rôle de Patti Levin dans The Leftovers
  - Shannon Purser pour le rôle de Barb Holland dans Stranger Things
  - Cicely Tyson pour le rôle d'Ophelia Harkness dans Murder
  - Alison Wright pour le rôle de Martha Hanson dans The Americans
- 2018 : Samira Wiley pour le rôle de Moira dans The Handmaid's Tale : La Servante écarlate
  - Viola Davis pour le rôle d'Annalise Keating dans Scandal
  - Kelly Jenrette pour le rôle d'Annie dans The Handmaid's Tale : La Servante écarlate
  - Cherry Jones pour le rôle d'Holly Osborne dans The Handmaid's Tale : La Servante écarlate
  - Diana Rigg pour le rôle d'Olenna Tyrell dans Game of Thrones
  - Cicely Tyson pour le rôle d'Ophelia Harkness dans Murder
- 2019 : Cherry Jones pour le rôle d'Holly dans The Handmaid's Tale : La Servante écarlate
  - Laverne Cox pour le rôle de Sophia Burset dans Orange Is the New Black
  - Jessica Lange pour le rôle de Constance Langdon dans American Horror Story: Apocalypse
  - Phylicia Rashad pour le rôle de Carol Clarke dans This Is Us
  - Cicely Tyson pour le rôle d'Ophelia Harkness dans Murder
  - Carice van Houten pour le rôle de Melisandre dans Game of Thrones

### Années 2020
- 2020 : Cherry Jones pour le rôle de Nan Pierce dans Succession
  - Alexis Bledel pour le rôle d'Emily Malek / Ofglen dans The Handmaid's Tale : La Servante écarlate (The Handmaid's Tale)
  - Laverne Cox pour le rôle de Sophia Burset dans Orange Is the New Black
  - Phylicia Rashad pour le rôle de Carol Clarke dans This Is Us
  - Cicely Tyson pour le rôle d'Ophelia Harkness dans Murder
  - Harriet Walter pour le rôle de Caroline Collingwood dans Succession

- 2021 : Claire Foy pour le rôle de la reine Élisabeth II dans The Crown
  - Alexis Bledel pour le rôle d'Emily dans The Handmaid's Tale : La Servante écarlate
  - Mckenna Grace pour le rôle d'Esther Keyes dans The Handmaid's Tale : La Servante écarlate
  - Sophie Okonedo pour le rôle de Charlotte Wells dans Ratched
  - Phylicia Rashād pour le rôle de Carol « Mama C » Clarke dans This Is Us

- 2022 : Lee Yoo-mi pour le rôle de As Ji-yeong dans Squid Game
  - Hope Davis pour le rôle de Sandi Furness dans Succession
  - Marcia Gay Harden pour le rôle de Maggie Brener dans The Morning Show
  - Martha Kelly pour le rôle de Laurie dans Euphoria
  - Sanaa Lathan pour le rôle de Lisa Arthur dans Succession
  - Harriet Walter pour le rôle de Lady Caroline Collingwood dans Succession

- 2023 : Storm Reid pour le rôle de Riley Abel dans The Last of Us
  - Hiam Abbass pour le rôle de Marcia dans Succession
  - Cherry Jones pour le rôle de Nan Pierce dans Succession
  - Melanie Lynskey pour le rôle de Kathleen dans The Last of Us
  - Anna Torv pour le rôle de Theresa Servopoulos dans The Last of Us
  - Harriet Walter pour le rôle de Lady Caroline Collingwood dans Succession

## Récompenses et nominations multiples

### Nominations multiples
4 : Alfre Woodard et Margo Martindale
3 : Ellen Burstyn, Kate Burton, Veronica Cartwright, Joan Cusack, Penny Fuller, Swoosie Kurtz, Cloris Leachman, Kay Lenz, Marlee Matlin, Diana Rigg, Jean Smart et Cicely Tyson
2 : Kathy Baker, Patricia Clarkson, Colleen Dewhurst, Loretta Devine, Patty Duke, Sally Field, Louise Fletcher, Jane Fonda, Shirley Knight, Diane Ladd, Mary McDonnell, Jayne Meadows, Martha Plimpton, Amanda Plummer, CCH Pounder, Carrie Preston, Lili Taylor et Lily Tomlin

### Récompenses multiples
2 : Patricia Clarkson, Cherry Jones, Shirley Knight, Margo Martindale, Amanda Plummer et Alfre Woodard